# Heimdal (album)
Heimdal è il sedicesimo album in studio del gruppo musicale progressive black metal norvegese Enslaved, pubblicato nel 2023 dalla Nuclear Blast.

## Tracce
1. Behind the Mirror – 6:20
2. Congelia – 8:01
3. Forest Dweller – 5:56
4. Kingdom – 5:52
5. The Eternal Sea – 7:25
6. Caravans to the Outer Worlds – 6:45
7. Heimdal – 8:07

## Formazione
- Ivar Bjørnson - chitarra, tastiere, percussioni, voce addizionale
- Grutle Kjellson - voce, basso
- Arve Isdal - chitarra solista
- Håkon Vinje - tastiere, voce pulita
- Iver Sandøy - batteria, voce pulita